# Correbidia elegans
Correbidia elegans là một loài bướm đêm thuộc phân họ Arctiinae, họ Erebidae.